# Alfieri Asti
Gli Alfieri Asti sono la squadra di football americano di Asti.

## Storia
Sono stati fondati nel 2014 e nell'estate dello stesso anno hanno iniziato la loro attività, disputando test match amichevoli ed organizzando il Primo Bowl del Monferrato disputatosi ad Asti tra i team Alfieri Asti, Blitz Ciriè e Academy Football Sanremo. Nel 2015, a meno di un anno dalla loro fondazione hanno già partecipato all'Italy 9 Championship 2015, primo livello del campionato della IAAFL. Al primo anno raggiungono i playoff giocandosi la wild card di accesso alle semifinali. Gli Alfieri escono sconfitti dai Cowboys Selvazzano, chiudendo la loro prima stagione al 5º posto.
Gli Alfieri iniziano la loro avventura allenandosi e disputando le partite in casa presso lo Stadio Comunale di via Fregoli in Asti, mentre ora il loro quartier generale, per gli allenamenti e le partite, è diventato la cittadella della "Palla Ovale" presso il Campo Sportivo Comunale LungoTanaro, sempre ad Asti.
A partire da giugno 2015 è iniziato ufficialmente anche il progetto del settore giovanile.
Nel 2021  le Arciere, sezione femminile della società, hanno disputato il CIFAF, massimo campionato nazionale femminile.

## Dettaglio stagioni

### Tornei nazionali

#### Campionato

##### Italy 9 Championship/Spring League
A seguito dell'ingresso di FIDAF nel CONI questi tornei - pur essendo del massimo livello della loro federazione - non sono considerati ufficiali.
| Stagione | regular season | regular season | regular season | regular season | regular season | regular season | playoff | playoff | playoff | playoff | playoff | playoff          | playoff            |
|          | Vin            | Par            | Per            | Tot            | PF             | PS             | Vin     | Per     | Tot     | PF      | PS      | risultato        | avversaria         |
| -------- | -------------- | -------------- | -------------- | -------------- | -------------- | -------------- | ------- | ------- | ------- | ------- | ------- | ---------------- | ------------------ |
| 2015     | 2              | 0              | 2              | 4              | 53             | 105            | 0       | 1       | 1       | 12      | 42      | Wild Card        | Cowboys Selvazzano |
| 2016     | 0              | 0              | 4              | 4              | 34             | 131            | 0       | 1       | 1       | 12      | 34      | Quarti di finale | Lancieri Novara    |
| Totale   | 2              | 0              | 6              | 8              | 87             | 236            | 0       | 2       | 2       | 24      | 76      |                  |                    |

Fonte: Enciclopedia del Football - A cura di Roberto Mezzetti

#### CIFAF
| Stagione | regular season | regular season | regular season | regular season | regular season | regular season | playoff | playoff | playoff | playoff | playoff | playoff   | playoff    |
|          | Vin            | Par            | Per            | Tot            | PF             | PS             | Vin     | Per     | Tot     | PF      | PS      | risultato | avversaria |
| -------- | -------------- | -------------- | -------------- | -------------- | -------------- | -------------- | ------- | ------- | ------- | ------- | ------- | --------- | ---------- |
| 2021     | 0              | 0              | 4              | 4              | 0              | 104            | -       | -       | -       | -       | -       | -         | -          |
| Totale   | 0              | 0              | 4              | 4              | 0              | 104            | -       | -       | -       | -       | -       |           |            |

Fonte: Enciclopedia del Football - A cura di Roberto Mezzetti

##### Terza Divisione/CIF9
| Stagione | regular season | regular season | regular season | regular season | regular season | regular season | playoff | playoff | playoff | playoff | playoff | playoff   | playoff    |
|          | Vin            | Par            | Per            | Tot            | PF             | PS             | Vin     | Per     | Tot     | PF      | PS      | risultato | avversaria |
| -------- | -------------- | -------------- | -------------- | -------------- | -------------- | -------------- | ------- | ------- | ------- | ------- | ------- | --------- | ---------- |
| 2017     | 0              | 0              | 6              | 6              | 54             | 285            | -       | -       | -       | -       | -       | -         | -          |
| 2018     | 0              | 0              | 6              | 6              | 27             | 312            | -       | -       | -       | -       | -       | -         | -          |
| 2019     | 0              | 0              | 6              | 6              | 28             | 265            | -       | -       | -       | -       | -       | -         | -          |
| 2022     | 0              | 0              | 4              | 4              | 6              | 153            | -       | -       | -       | -       | -       | -         | -          |
| Totale   | 0              | 0              | 22             | 22             | 115            | 1015           | -       | -       | -       | -       | -       |           |            |

Fonte: Enciclopedia del Football - A cura di Roberto Mezzetti

### Riepilogo fasi finali disputate
| Anno | Luogo | Evento               | Fase del torneo  | Incontro                          | Risultato |
| 2015 | Asti  | Italy 9 Championship | Wild card        | Alfieri Asti - Cowboys Selvazzano | 12 - 42   |
| 2016 |       | Spring League IAAFL  | Quarti di finale | Lancieri Novara - Alfieri Asti    | 34 - 12   |